# Cheilotrichia (Empeda) nymphica
Cheilotrichia (Empeda) nymphica is een tweevleugelige uit de familie steltmuggen (Limoniidae). De soort komt voor in het Neotropisch gebied.